# Osornophryne
Osornophryne is een geslacht van kikkers uit de familie padden (Bufonidae). De groep werd voor het eerst wetenschappelijk beschreven door Pedro Miguel Ruíz-Carranza en Jorge Ignacio Hernández-Camacho in 1976.
Er zijn elf soorten, inclusief een aantal soorten die pas in 2010 en 2011 voor het eerst wetenschappelijk zijn beschreven zoals Osornophryne angel. In de literatuur wordt daarom vaak een lager soortenaantal vermeld.
Alle soorten komen voor in delen van Zuid-Amerika en leven in de landen Colombia tot Ecuador. De soorten zijn aangetroffen op een hoogte tussen 2700 en 3700 meter boven zeeniveau.

## Soorten
Geslacht Osornophryne
- Soort Osornophryne angel
- Soort Osornophryne antisana
- Soort Osornophryne bufoniformis
- Soort Osornophryne cofanorum
- Soort Osornophryne guacamayo
- Soort Osornophryne occidentalis
- Soort Osornophryne percrassa
- Soort Osornophryne puruanta
- Soort Osornophryne simpsoni
- Soort Osornophryne sumacoensis
- Soort Osornophryne talipes

Adenomus · 
Altiphrynoides · 
Amazophrynella · 
Anaxyrus · 
Ansonia · 
Atelopus · 
Barbarophryne · 
Blythophryne · 
Bufo · 
Bufoides · 
Bufotes · 
Capensibufo · 
Churamiti · 
Dendrophryniscus · 
Didynamipus · 
Duttaphrynus · 
Epidalea · 
Frostius · 
Ghatophryne · 
Incilius · 
Ingerophrynus · 
Laurentophryne · 
Leptophryne · 
Melanophryniscus · 
Mertensophryne · 
Metaphryniscus · 
Nannophryne · 
Nectophryne · 
Nectophrynoides · 
Nimbaphrynoides · 
Oreophrynella · 
Osornophryne · 
Parapelophryne · 
Pedostibes · 
Pelophryne · 
Peltophryne · 
Phrynoidis · 
Poyntonophrynus · 
Pseudobufo · 
Rentapia · 
Rhaebo · 
Rhinella · 
Sabahphrynus · 
Schismaderma · 
Sclerophrys · 
Strauchbufo · 
Truebella · 
Vandijkophrynus · 
Werneria · 
Wolterstorffina · 
Xanthophryne